# Ivana Bartošová
Ivana Bartošová, dříve Krýslová, (* 6. října 1960 Plzeň) je česká politička, pedagožka a školní inspektorka, v letech 2016 až 2020 zastupitelka a náměstkyně hejtmana Plzeňského kraje, v letech 1998 až 2006 zastupitelka Městského obvodu Plzeň 1, členka KDU-ČSL.

## Život
Pracovala jako pedagožka a školní inspektorka. Je dlouholetou odbornicí ve školství a v současnosti náměstkyní hejtmana Plzeňského kraje pro oblast školství a cestovního ruchu.
Angažovala se v akciové společnosti Obytná zóna Sylván, která má na starosti správu městských bytů v Plzni - v letech 2003 až 2007 byla členkou dozorčí rady, v letech 2007 až 2011 předsedkyní dozorčí rady a od roku 2016 do roku 2017 byla členkou představenstva). Byla také členkou a později předsedkyní správní rady městem Plzeň zřízeného Nadačního fondu pro podporu vzdělávacích programů a mimoškolních aktivit dětí a mládeže.
Ivana Bartošová žije v Plzni, konkrétně v Městském obvodě Plzeň 3.

## Politické působení
Je členkou KDU-ČSL a od dubna 2015 předsedkyní krajské organizace strany v Plzeňském kraji. Od Sjezdu KDU-ČSL ve Zlíně, tj. od května 2015 zastává také pozici členky Celostátního výboru KDU-ČSL.
Do komunální politiky vstoupila, když byla v komunálních volbách v roce 1998 zvolena jako nestraník za KDU-ČSL zastupitelkou Městského obvodu Plzeň 1. Mandát ve volbách v roce 2002 obhájila už jako členka KDU-ČSL a lídryně kandidátky. Ve volbách v roce 2006 opět vedla kandidátku, ale strana se do zastupitelstva Městského obvodu Plzeň 1 nedostala. Následně se přestěhovala do Městského obvodu Plzeň 3, ale vzhledem k tomu, že kandidovala na nevolitelném místě kandidátky, tak ve volbách v roce 2010 a 2014 nebyla zvolena zastupitelkou.
Do plzeňského Zastupitelstva města Plzně kandidovala poprvé ve volbách v roce 2002, ale nebyla na volitelné místě a nestala se zastupitelkou. , to se opakovalo i v komunálních volbách v letech 2006, 2010 a 2014.
V krajských volbách v roce 2004 kandidovala za KDU-ČSL v rámci "Koalice pro Plzeňský kraj" do Zastupitelstva Plzeňského kraje, ale nebyla na volitelné místě a nestala se zastupitelkou Krajskou zastupitelkou se nestala ani ve volbách v roce 2012, kdy kandidovala jako členka KDU-ČSL na kandidátce "Koalice pro Plzeňský kraj" (tj. KDU-ČSL, SsČR a hnutí Nestraníci). V krajských volbách v roce 2016 byla lídrem "Koalice pro Plzeňský kraj", tentokrát složeného z KDU-ČSL, SZ a hnutí Nestraníci. Uskupení získalo 2 mandáty. Stala krajskou zastupitelkou a na ustavujícím zasedání i náměstkyní hejtmana pro oblast školství a cestovního ruchu. V krajských volbách v roce 2020 byla lídryní kandidátky KDU-ČSL v Plzeňském kraji, a to v koalici s Nestraníky a s Agrární demokratickou stranou. Mandát krajské zastupitelky však neobhájila, uskupení se do zastupitelstva vůbec nedostalo. Skončila tak i ve funkci náměstkyně hejtmana.
Ve volbách do Poslanecké sněmovny PČR v roce 2006 kandidovala za KDU-ČSL v Plzeňském kraji na nevolitelném místě a nestala se poslankyní.